# Wolfgang Ontijd

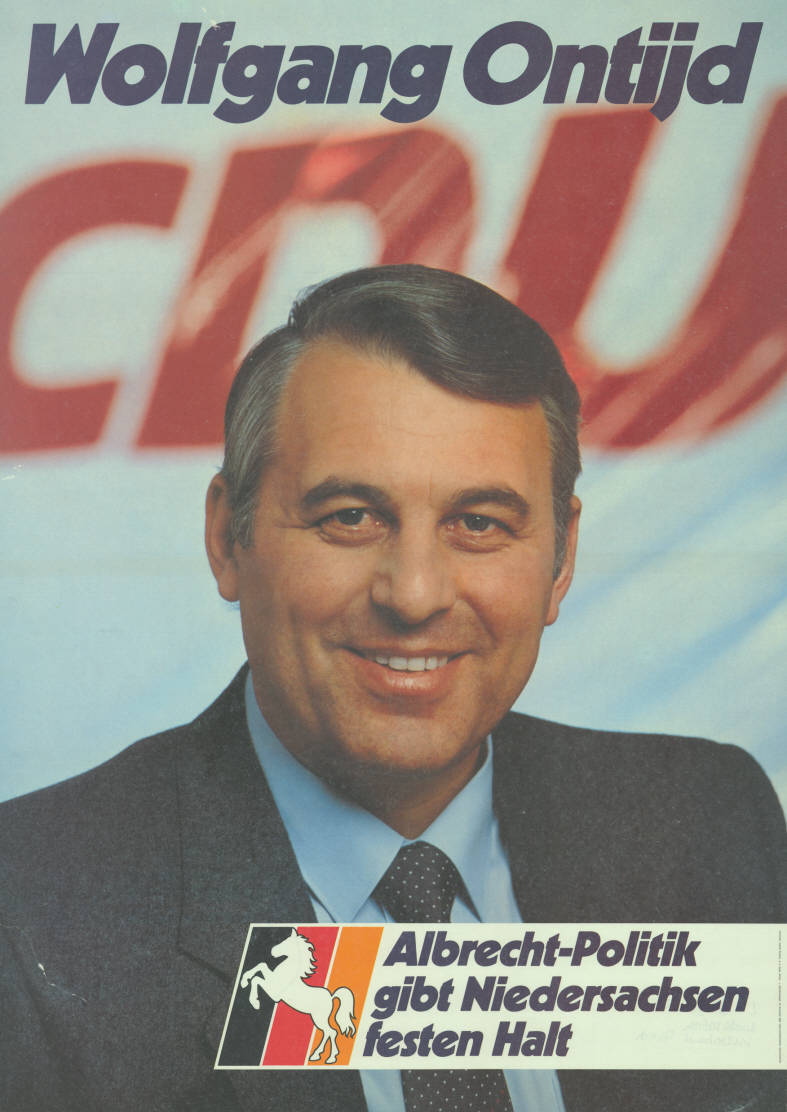
Kandidatenplakat zur Landtagswahl in Niedersachsen 1982

Wolfgang Ontijd (* 8. März 1937 auf Borkum) ist ein deutscher Politiker (CDU).
Nach seiner mittleren Reife trat Ontijd 1955 in die Landespolizei Niedersachsen ein und wurde 1962 von der Kriminalpolizei übernommen. Bis zu seiner Wahl in den Landtag war er Leiter verschiedener Fachkommissariate in der Kriminalpolizeiinspektion Aurich.
Seit 1970 ist er Mitglied der CDU und inzwischen Ehrenvorsitzender des CDU-Kreisverbandes Aurich. Er gehörte von 1990 bis 2008 dem Niedersächsischen Landtag an und war dort seit 2003 als Schriftführer tätig. Ontijd gab bereits im Januar 2007 bekannt, nicht erneut für den Landtag zu kandidieren. 
Von 1991 bis 1996 war er Bürgermeister der Stadt Aurich.

## Auszeichnungen
- 2008: Bundesverdienstkreuz am Bande